# Gordan Kožulj
Gordan Kožulj (ur. 28 listopada 1976 w Zagrzebiu) – chorwacki pływak, specjalizujący się głównie w stylu grzbietowym.
Mistrz świata na krótkim basenie z Aten i wicemistrz świata z Barcelony na 200 m stylem grzbietowym. 5-krotny medalista mistrzostw Europy i mistrzostw Europy na krótkim basenie.
4-krotny uczestnik Igrzysk Olimpijskich: z Atlanty (13. miejsce w sztafecie 4 × 200 m stylem dowolnym), Sydney (14. miejsce na 100 m stylem grzbietowym, 8. miejsce na 200 m stylem grzbietowym i 14. miejsce w sztafecie 4 × 100 m stylem zmiennym), Aten (14. miejsce na 100 m stylem grzbietowym i 9. miejsce na 200 m stylem grzbietowym) oraz Pekinu (24. miejsce na 100 m stylem grzbietowym, 14. miejsce na 200 m stylem grzbietowym i 12. miejsce w sztafecie 4 × 100 m stylem zmiennym).
W grudniu 2008 roku zakończył sportową karierę.